# Chironomus flavoridis
Chironomus flavoridis är en tvåvingeart som först beskrevs av Lundstrom 1915.  Chironomus flavoridis ingår i släktet Chironomus och familjen fjädermyggor. Inga underarter finns listade i Catalogue of Life.